# Antoni Piotrowski

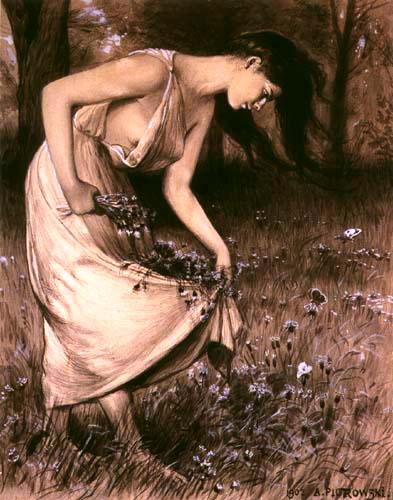
„Frühling“ (poln.: „Wiosna“), 1902, Aquarell auf Karton

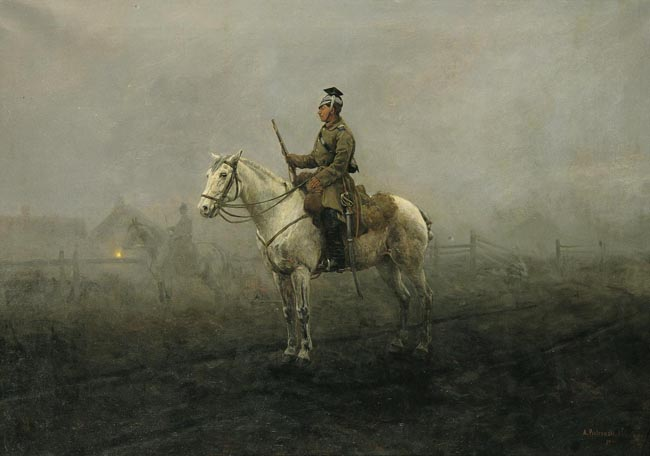
„Lauern im Nebel“ (poln.: „Czaty we mgle“), Öl auf Leinwand

Antoni Adam Piotrowski, auch Антони Пьотровски oder Antoni Pyotrovski (* 7. September 1853 in Nietulisko Duże; † 12. Dezember 1924 in Warschau) war ein polnischer Maler und Zeichner. Er wird zu den Künstlern der Romantik und des Realismus gezählt. Wegen seiner zahlreichen Aufenthalte als Korrespondent und Zeichner in Bulgarien im späten 19. Jahrhundert gilt er als ein Chronist des Landes in dieser Zeit.

## Leben
Piotrowskis Vater arbeitete als Beamter in einer Stahlfabrik in Nietulisko. Ab 1869 lernte sein Sohn Malerei bei Wojciech Gerson. Ab 1875 wurde er in München von Wilhelm Lindenschmit unterrichtet und anschließend studierte er bis 1879 unter Jan Matejko an der Akademie der Schönen Künste in Krakau. Zwischenzeitlich teilte er sich auch ein Atelier mit anderen polnischen Malern (z. B. Stanisław Witkiewicz, Albert Chmielowski, Józef Chełmoński) im Warschauer Hotel Europejski.

### Krieg in Bulgarien
Piotrowski ging vermutlich 1879 erstmals nach Bulgarien, um von dort als Korrespondent und Zeichner für die englisEs entstand auch ein Gemälde von chen Zeitschriften The Graphic und The Illustrated London News sowie die französische Zeitschriften Illustration und Le Monde Illustré zu arbeiten. Danach zog er bis 1885 nach Paris, bis er nach Bulgarien zurückkehrte, um als Freiwilliger auf bulgarischer Seite bis 1886 am Serbisch-Bulgarischen Krieg teilzunehmen. Er wurde mit dem bulgarischen Militärorden für Tapferkeit ausgezeichnet.
Während seiner Zeit in der bulgarischen Armee malte er eine Serie von neun Schlachtengemälden, die später alle vom bulgarischen Staat erworben wurden und heute im Nationalen Militärmuseum Bulgariens in Sofia ausgestellt werden. Zu diesen Gemälden gehört die Wiedergabe der Schlacht bei Sliwniza, die Erstürmung von Zaribrod und der bulgarische Einmarsch in Pirot. In der Zeit wurden auch weitere Kriegszeichnungen von Piotrowski in verschiedenen europäischen Zeitungen und Zeitschriften veröffentlicht.
Nach 1879 entstand ein Porträt des ersten bulgarischen Fürsten Alexander I. (aus dem Haus Battenberg). Im Auftrag des ihm nachfolgenden Fürsten Ferdinand I. (aus dem Haus Sachsen-Coburg und Gotha) fertigte er 1888 dessen Porträt an, für das er mit dem Verdienstorden für Zivilisten ausgezeichnet wurde.

### Das Massaker von Batak

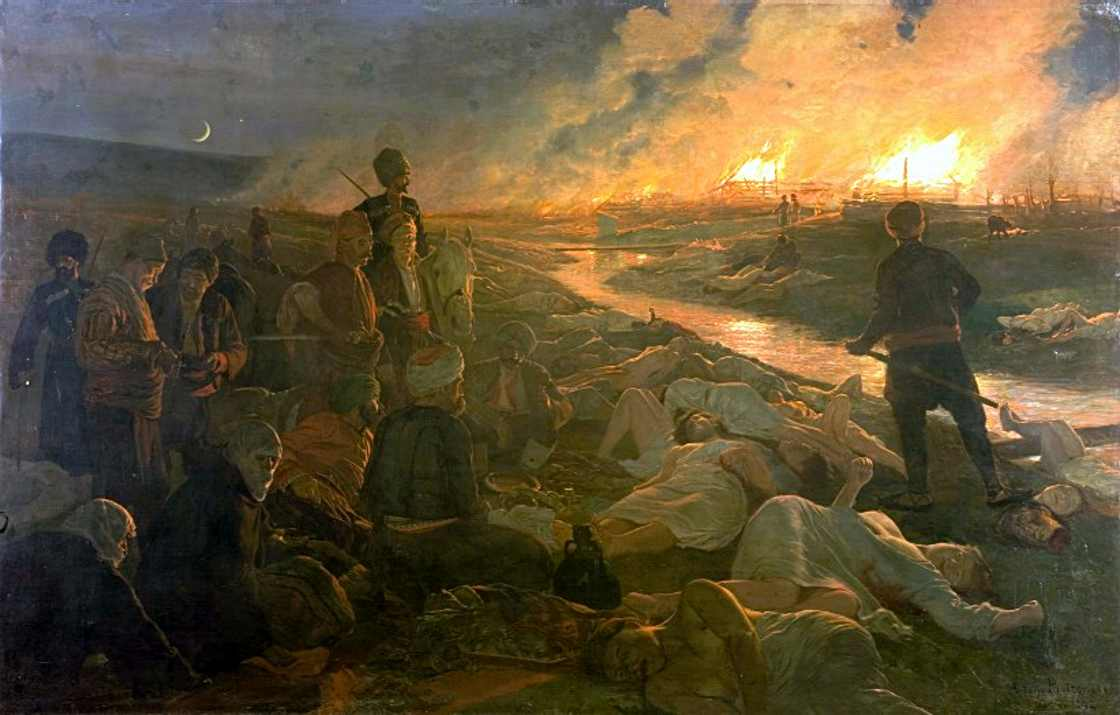
„Das Massakar von Batak“, Öl auf Leinwand

Piotrowski kehrte 1888 erneut nach Bulgarien zurück, um die Stadt Batak zu besuchen. In Folge entstand 1892 das epische Gemälde Massaker von Batak. Als Vorbereitung für die Anfertigung des Gemäldes hatte er Szenen mit Laiendarstellern nachstellen und fotografieren lassen. Auf der Internationalen Messe in Plowdiw wurde das Bild 1892 ausgezeichnet.
Eine für das Frühjahr 2007 geplante Ausstellung und Konferenz, welche den Einsatz von Medien (darunter das Bild von Piotrowski) zur Instrumentalisierung des Massakers untersuchte, die zur Bildung eines nationalen Mythos führte, war Auslöser für einen medienwirksamen Skandal in Bulgarien. Das Bild Piotrowskis wurde dabei von der Kunsthistorikerin Martina Baleva, unter Berücksichtigung der Augenzeugenberichte der wenigen Überlebenden, kunsthistorisch untersucht und als Propaganda entlarvt. In Bulgarien befürchteten einige Kreise, dass dadurch das Massaker durch die Osmanen in Frage gestellt würde und man betrachtete das Projekt als Provokation. Vor allem die bulgarischen Tageszeitungen der deutschen WAZ-Mediengruppe forcierten die Stimmung. Die sozialistische Regierung Bulgariens unterstellte den Verantwortlichen Verleugnung und Provokation des bulgarischen Volkes. Nach Ansicht des Direktors des bulgarischen Nationalmuseums Boschidar Dimitrow war die Tagung und die Konferenz von den Türken bezahlt worden, um die Periode der osmanischen Herrschaft zu verharmlosen und sie zu beschönigen.

### Warschau
Piotrowski war 1897 Gründungsmitglied der Towarzystwo Artystów Polskich „Sztuka“; bereits 1891 hatte er mit Jacek Malczewski erste Ideen zu einem Verband polnischer Künstler der Moderne entwickelt. Im Jahr 1900 zog der Künstler nach Warschau. 1905 ging er als Kriegskorrespondent in die Mandschurei. 1925 – ein Jahr nach seinem Tod – wurde ihm eine posthume Ausstellung seines Gesamtwerkes in der Warschauer Nationalen Kunstgalerie Zachęta gewidmet.
Er malte vor allem Genre- und Historienbilder sowie Porträts. Zu seinen wichtigsten Werken gehören „Der Marsch der Rekruten“ (poln.: „Pochód rekrutów“), der Bilderzyklus zum serbisch-bulgarischen Krieg, das Massaker-Gemälde, die Bilder „Nymphen und Satyrn“ (poln.: „Nimfy i Satyry“) und die Porträts der beiden bulgarischen Herrscher.